# Tinodes karkii
Tinodes karkii är en nattsländeart som beskrevs av Malicky 1997. Tinodes karkii ingår i släktet Tinodes och familjen tunnelnattsländor. Inga underarter finns listade i Catalogue of Life.